# FSO Polonez

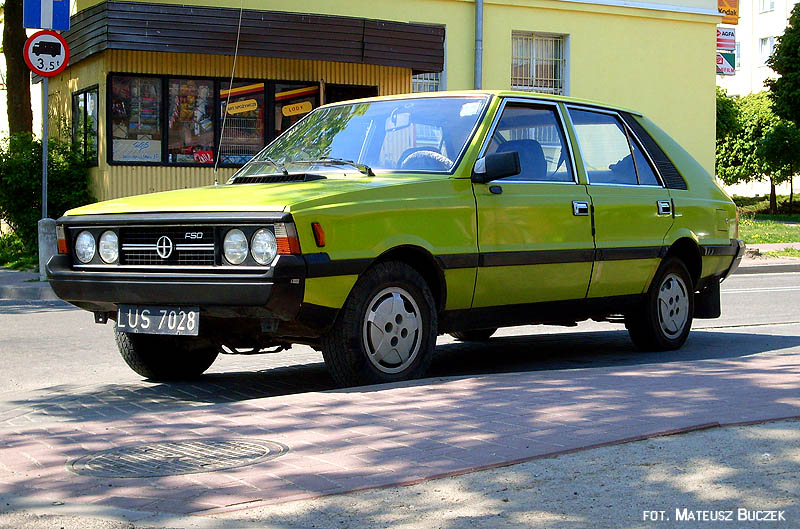
FSO Polonez MR'78

FSO Polonez är en polsk bilmodell, byggd 1978–2002 av FSO. Polonez fanns framförallt som halvkombi men även som kombi och sedan. Namnet kommer från den polska folkdansen polonäs. Totalt tillverkades över en miljon Polonez.

## Historia
Polonez är till stora delar baserad på den polsktillverkade versionen av Fiat 125 med gemensamt chassi och gemensamma komponenter. Bilens design har också tagit inspiration från Fiat ESV (European Safety Vehicle) som visades 1971. 1974 beslöt FSO att Fiat ESV skulle vara basen för en ny bil i mellanklassen. Polonez fick en helt ny hatchbackkaross som formgavs av Giorgetto Giugiaro tillsammans med Walter de'Silva och Zbigniew Watson. 1975 var de första prototyperna klara under namnet Polski. Polonez skulle ersätta Fiat 125 men produktionen av den polska Fiatmodellen fortsatte fram till 1991.
1978 startade massproduktionen av Polonez med modellerna FSO Polonez 1300 och FSO Polonez 1500. 1979 följde FSO Polonez 2000 som i stort sett bara såldes till statliga tjänstemän. En stor fördel för Polonez var att den klarade av de amerikanska krocktesterna. Många av bilarna gick på export till främst Östeuropa men även Västeuropa. Polonez såldes bland annat i Storbritannien, Nederländerna, Grekland, Italien och Finland. Export skedde även till Chile, Argentina, Bolivia och Kina. Polonez kom även att sättas samman i Egypten (CKD-produktion). 150 exemplar exporterades till Nya Zeeland i slutet av 1980-talet och början av 1990-talet. 

### Modellprogram

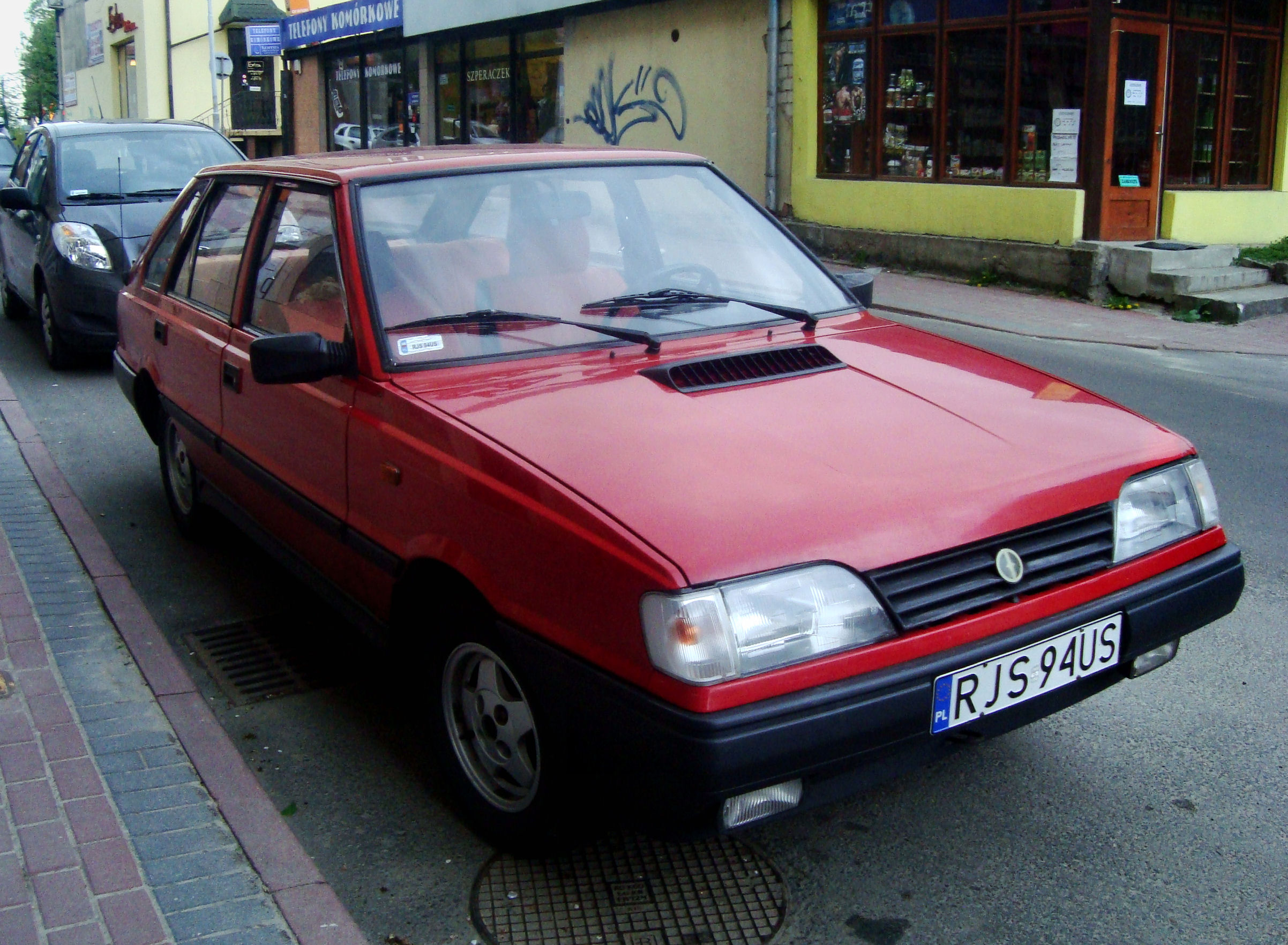
FSO Polonez Caro från 1991.

1980 presenterades en tredörrarsversion som tillverkades fram till 1983 i cirka 300 exemplar. 1982 presenterades FSO Polonez 1500 Coupé som tillverkades i ett fåtal exemplar. Efterhand utökades modellsortimentet med en pickup (1987), sedan (1996) och kombi (1999). Det tillverkades även specialvarianter för räddningstjänst och ambulansverksamhet. 1981 kom en enklare och billigare version. 1988 presenterades FSO Polonez 1500 Turbo som endast användes i rallytävlingar. 
I slutet av 1980-talet skedde en ansiktslyftning av modellen med bland annat nya baklampor och ny utformning av stötfångarna. 1989 presenterades också en version med katalysator och en turbodiesel. 1990 följde modellen FSO Polonez 2.0 SLE med Fords 2-litersmotor. 1993 följde en ny ansiktslyftning av modellen och 1997 var det återigen dags: nya front med ny grill och stötfångare och en ny instrumentbräda. I mitten av 1990-talet kompletterades motorn av Fiat-ursprung med en 1,9-liters dieselmotor från Citroën.

### FSO-Daewoo

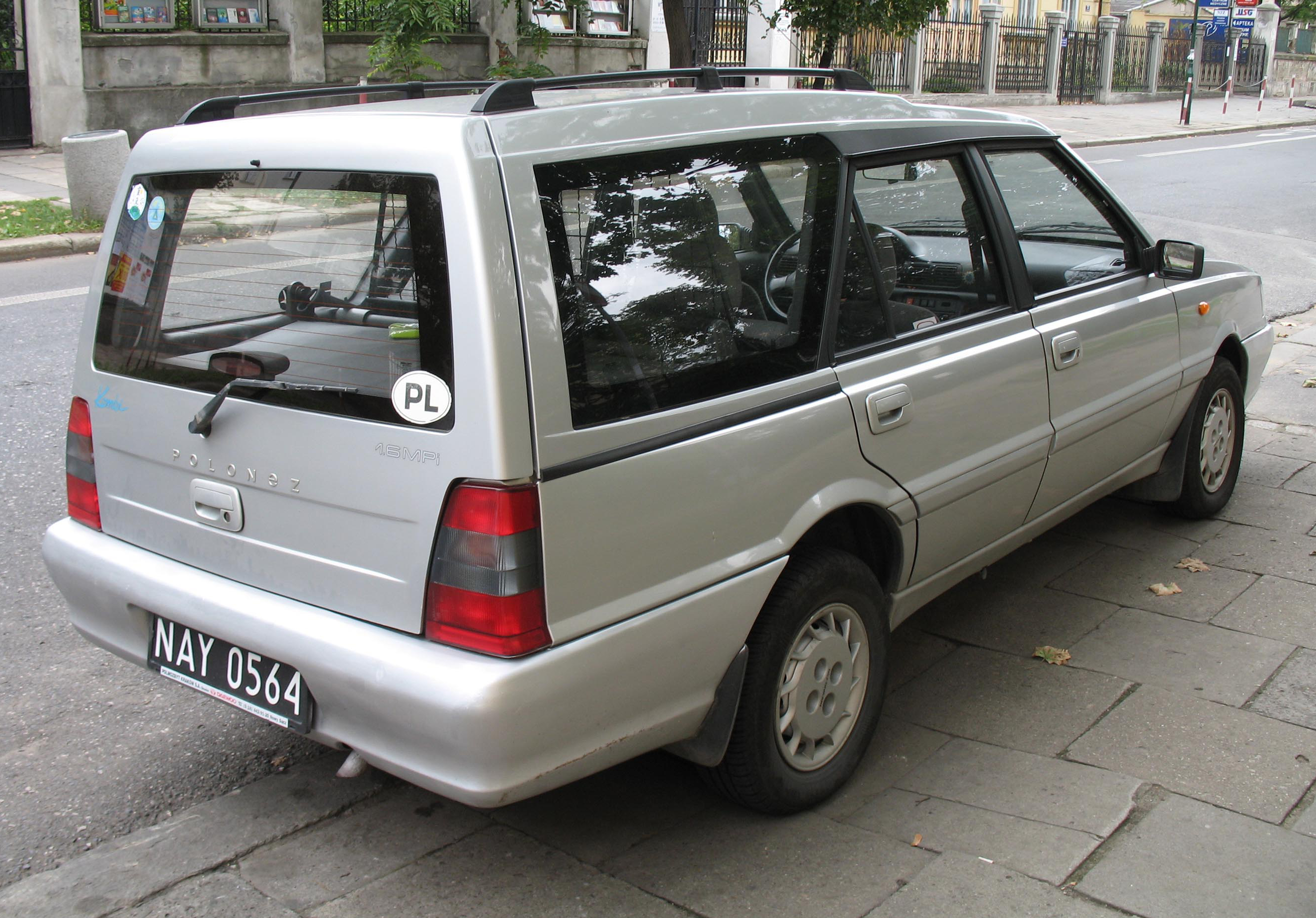
Polonez Kombi

1996 köptes FSO upp av sydkoreanska Daewoo. Strax efter detta började försäljningssiffrorna för Polonez att sjunka, men bilen fanns ändå länge kvar i modellprogrammet. Modellen var betydligt billigare än motsvarande moderna Daewoobilar. 1997 slutade Polonez personbilar att exporteras med Nederländerna som den sista exportmarknaden.
I och med Polens kraftigt förbättrade ekonomi, samt nya krav på avgasrening upphörde tillverkningen i början av 2002. Stoppet var först tänkt att vara tillfälligt och därför skedde ingen officiell ceremoni.

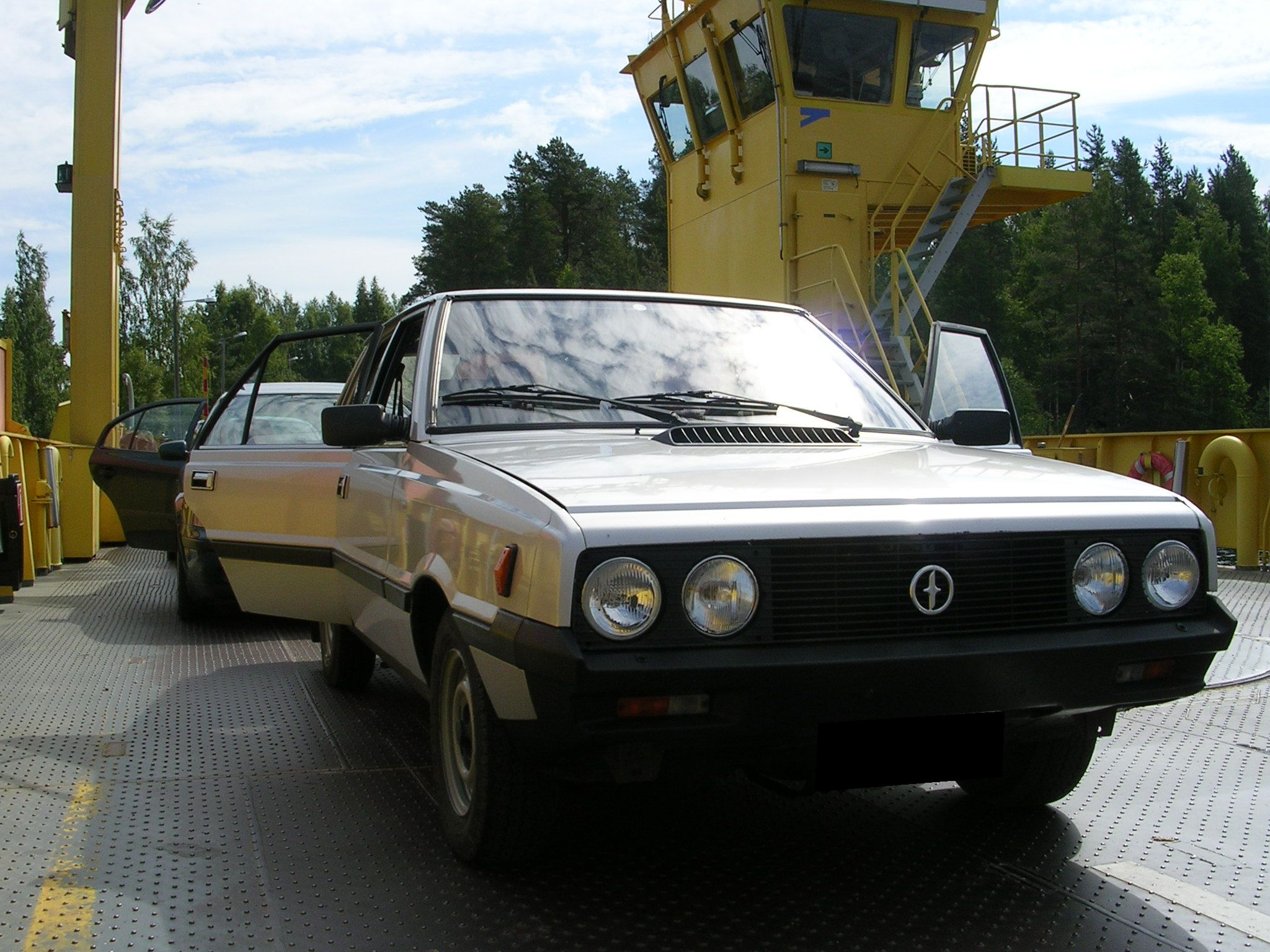
FSO Polonez MR'87
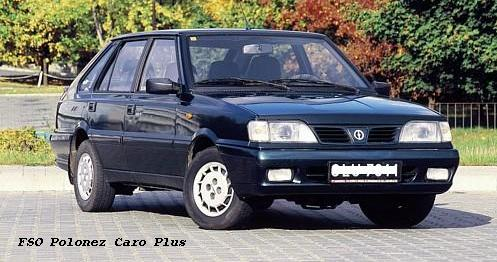
Daewoo-FSO Polonez Caro Plus
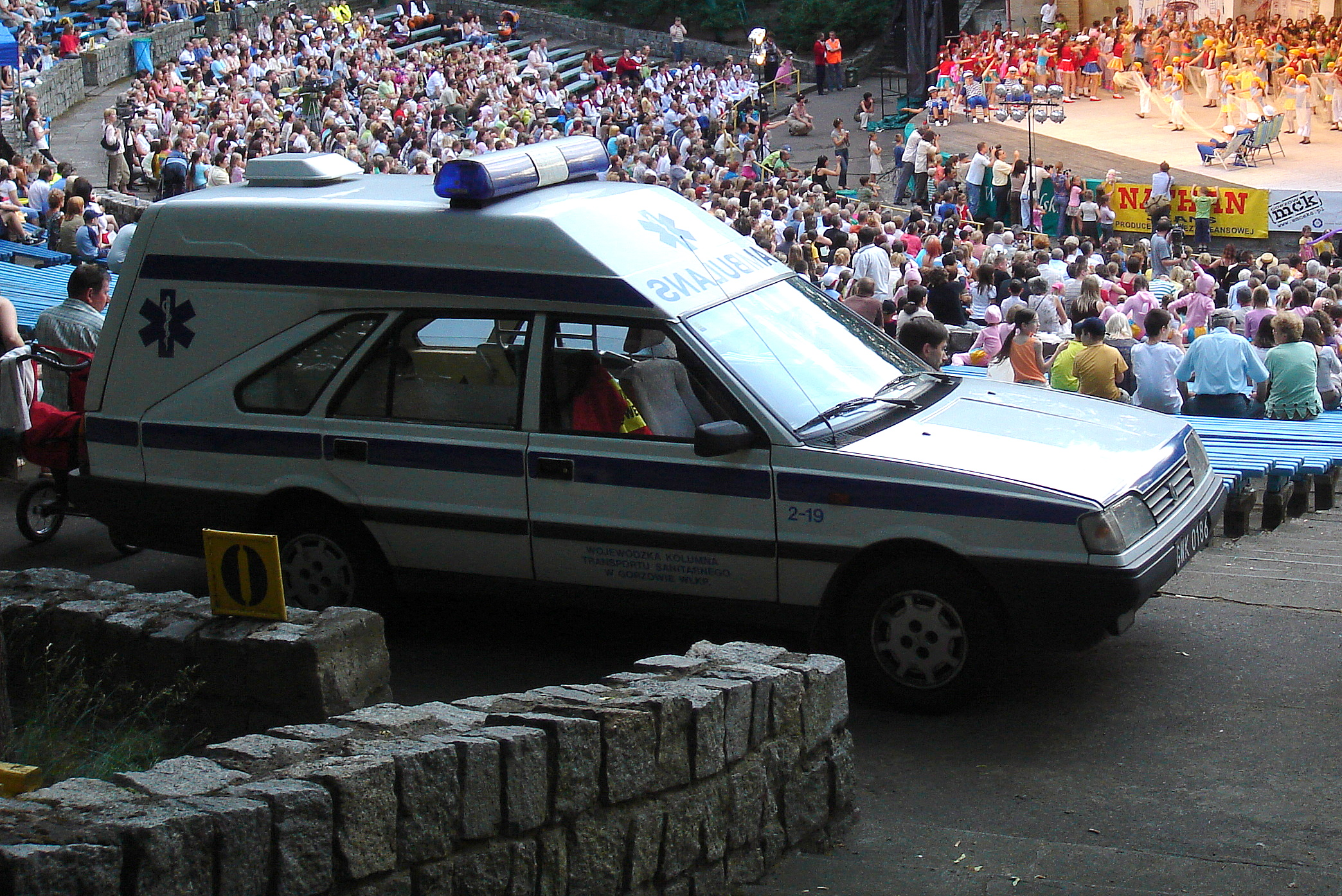
FSO Polonez Cargo ambulans